# Bodyguard Kiba: Apocalypse of Carnage
Bodyguard Kiba: Apocalypse of Carnage (en japonés: 修羅の黙示録 ボディーガード牙,  Shura no mokushiroku: Bodigaado Kiba?) también conocida como Bodyguard Kiba 2: Combat Apocalypse o simplemente como Bodyguard Kiba 2, es una película japonesa de acción y artes marciales dirigida por Takashi Miike, y lanzada el 28 de octubre de 1994 directamente a vídeo (V-Cinema). Es una secuela de la película Bodyguard Kiba de 1993 y a la que le sigue otra secuela llamada: Bodyguard Kiba: Apocalypse of Carnage 2 de 1995, que es la última parte que cierra la trilogía. Ambas dirigidas también por Takashi Miike y basadas en un manga de Ikki Kajiwara y Ken Nakagusuku.

## Argumento
Kiba es nuevamente contratado por Tetsugen Daito, jefe del dojo Daito Karate, por una tarifa de 20 millones de yenes para llevar a una mujer llamada Natsuki Kirishima a Taiwán y protegerla allí durante una semana mientras ella gestiona algunos asuntos comerciales antes de reunirse con su amante para mudarse a Estados Unidos.

## Reparto
| Actor                         | Papel       |
| ----------------------------- | ----------- |
| Takeshi Yamato                | Naoto Kiba  |
| Takanori Kikuchi              | Ryo         |
| Noriko Arai                   | Natsuki     |
| Jack Kao                      | Shu         |
| Hung Liu                      | Wang        |
| Chang I-Teng                  | Son         |
| Liu-Ko                        | Jounouchi   |
| Lien Pi-Tung                  | Oyaji       |
| Megumi Sakita (Ryō Narushima) | Maki Kasuga |
| Hisao Maki                    | Tetsugen    |

## Producción y lanzamiento
Dirigidas por Takashi Miike y protagonizadas por Takeshi Yamato, se lanzaron tres películas en VHS:
- Bodyguard Kiba (en japonés: ボディガード牙,  Bodigādo Kiba?) en 1993.
- Bodyguard Kiba: Apocalypse Of Carnage (en japonés: 修羅の黙示録 ボディーガード牙,  Shura no mokushiroku: Bodigaado Kiba?) en 1994.
- Bodyguard Kiba: Apocalypse of Carnage 2 (en japonés: 修羅の黙示録2 ボディーガード牙,  Shura no mokushiroku 2: Bodigaado Kiba?) en 1995.
Sólo las dos primeras películas han sido lanzadas en DVD en Japón.

Tras la producción de Shinjuku Outlaw, las películas Bodyguard Kiba: Apocalypse of Carnage y Bodyguard Kiba: Apocalypse of Carnage 2 se rodaron consecutivamente, principalmente en Taiwán. La película se lanzó, en Japón, el 28 de octubre de 1994 directamente en VHS, publicado por Hero y vendido por Taki Corporation,y el 20 de octubre de 2006 en DVD, lanzado y vendido por Endless, con la colaboración en ventas de Nippon Soft System. La edición en DVD fue publicada bajo un nombre alternativo, tanto en Japón como en otros países, llegando a crear mucha confusión. Conocida principalmente por el título: Bodyguard Kiba 2: Combat Apocalypse (en japonés: ボディガード牙2 修羅の黙示録, Bodigaado Kiba 2: Shura no mokushiroku?)
Tras el éxito de Audition, Bodyguard Kiba y Bodyguard Kiba: Apocalypse of Carnage se lanzaron en DVD: En el Reino Unido por Film 2000 Japón, en USA por Tokyo Shock, y en Italia por Eagle Pictures. Además Bodyguard Kiba: Apocalypse of Carnage, la segunda película de la trilogía, se ha lanzado con varios títulos alternativos en inglés, como: Bodyguard Kiba 2: Apocalypse of Carnage, Bodyguard Kiba 2: Combat Apocalypse y Bodyguard Kiba: Apocalypse Gang.

## Recepción
En una reseña de Asian Movie Pulse, el crítico Alexander Knoth escribió: «Considerándolo todo, “Bodyguard Kiba 2: Apocalypse of Carnage” es una versión ligera de la primera parte de la serie. Comprime la historia a lo mínimo, pero también es capaz de presentar una buena cinematografía, que es incluso mejor que en “Bodyguard Kiba”. Al contar la historia del dojo de Kiba, Miike continúa su homenaje al cine clásico de artes marciales de Hong Kong. Si uno ignora los puntos débiles del guion y considera cada secuencia como una entidad propia, encontrará una obra de arte sólida, que debe ser vista según sus propios estándares para ser apreciada».